# سيرجيو لوزانو مارتينيز
سيرجيو لوزانو مارتينيز (بالإسبانية: Sergio Lozano Martínez)‏ هو لاعب كرة الصالات ‏ ولاعب كرة قدم إسباني، ولد في 9 نوفمبر 1988 في ألكالا دي إيناريس في إسبانيا. شارك مع منتخب إسبانيا لكرة القدم داخل الصالات. أما مع النوادي، فقد لعب مع نادي برشلونة لكرة القدم داخل الصالات.

## وصلات خارجية
- سيرجيو لوزانو مارتينيز على موقع الاتحاد الدولي (مؤرشف)  (الإنجليزية)
- سيرجيو لوزانو مارتينيز على موقع الاتحاد الأوربي (الإنجليزية)